# Shinkansen Serie 400
El Shinkansen Serie 400 (400系?) era un tipo de tren de alta velocidad japonés operado por la East Japan Railway Company (JR Este) entre 1992 y 2010 en los servicios Tsubasa, en la que sería la primera línea Mini-shinkansen de Japón, el ramal de Yamagata de la línea principal Tōhoku Shinkansen.
La flota de trenes de la Serie 400 fue arrendada por JR Este a la empresa propietaria, Yamagata JR Chokutsū Tokkyū Hoyū Kikō (山形ジェイアール直通特急保有機構(株)?), una compañía propiedad conjunta del propio JR Este y de la Prefectura de Yamagata.
Originalmente eran conjuntos de seis coches, pero en 1995 se agregó un séptimo coche (tipo 429) a cada conjunto debido a la popularidad de los nuevos servicios Tsubasa.

## Tren de preserie
El conjunto de preserie, denominado S4, se entregó en octubre de 1990 y se mostró a la prensa el 26 de octubre de 1990. Se trataba de un conjunto de seis coches dispuestos como se muestra a continuación, con todos ellos motorizados.
| Coche No.            | 1     | 2     | 3     | 4     | 5     | 6     |
| -------------------- | ----- | ----- | ----- | ----- | ----- | ----- |
| Numeración           | 401-1 | 402-1 | 403-1 | 404-1 | 405-1 | 406-1 |
| Capacidad (asientos) | 20    | 67    | 60    | 68    | 64    | 56    |

La unidad presentaba tres tipos diferentes de bogies sin refuerzo: DT9028 en los coches 1 y 3, DT9029 en los coches 2 y 4, y DT9030 en los coches 5 y 6. Los asientos de la Clase Verde incorporaban pantallas de televisión en el respaldo, una característica que no se usó en los coches posteriores de producción en serie.
Las pruebas de funcionamiento comenzaron en la Línea Principal de Ōu entre Niwasaka y Itaya el 14 de noviembre de 1990. Desde el 23 de enero de 1991, se comenzaron los ensayos junto con un tren Serie 200 K de ocho coches recién remodelado para el Tōhoku Shinkansen entre Sendai y Kitakami. El 26 de marzo de 1991, el tren S4 de la Serie 400 estableció un nuevo récord de velocidad japonés, alcanzando los 336 km/h (208,8 mph) en el túnel Yuzawa del Jōetsu Shinkansen entre Echigo-Yuzawa y Urasa. El 19 de septiembre de 1991, el tren estableció un segundo récord de velocidad de 345 km/h (214,4 mph) en el mismo tramo de vía.
Las pruebas de funcionamiento continuaron en 1992, y el conjunto S4 llegó a Tokio por primera vez el 20 de mayo de 1992. El tren prototipo se modificó para adaptarlo a los estándares del lote de producción en serie, convirtiéndose en el conjunto L1 el 29 de junio de 1992.

## Composición
Los trenes de la Serie 400 de producción en serie se configuraron como se muestra a continuación, tras añadírseles una unidad remolcada (el coche 15) a finales de 1995.
| Coche No.            | 11                                  | 12                 | 13                       | 14                    | 15                          | 16                       | 17                    |
| -------------------- | ----------------------------------- | ------------------ | ------------------------ | --------------------- | --------------------------- | ------------------------ | --------------------- |
| Denominación         | Msc                                 | M'                 | M                        | M'                    | T                           | M                        | M'c                   |
| Numeración           | 411                                 | 426-200            | 425                      | 426                   | 429                         | 425                      | 422                   |
| Capacidad (asientos) | 20                                  | 67                 | 60                       | 68                    | 64                          | 64                       | 56                    |
| Instalaciones        | Aseo, espacio para sillas de ruedas | Tarjeta telefónica | Aseo, tarjeta telefónica | Espacio para equipaje | Aseo, espacio para equipaje | Aseo, tarjeta telefónica | Espacio para equipaje |

Los coches 1 y 2 fueron construidos por Tokyu Car Corporation, los coches 3 y 4 fueron construidos por Hitachi y los coches 5 y 6 fueron construidos por Kawasaki Heavy Industries. Los coches 12 y 14 estaban equipados con pantógrafos.

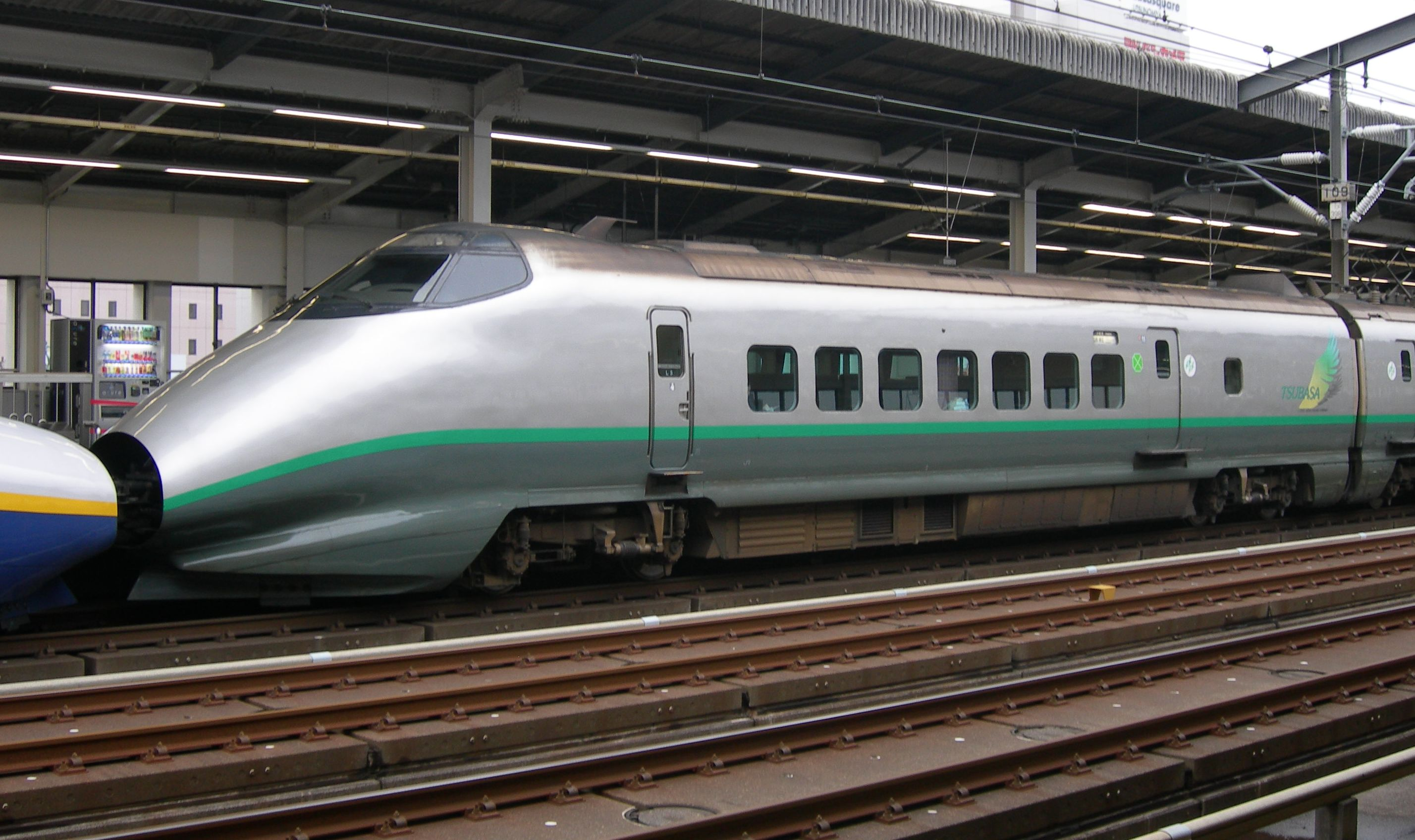
411-3 (coche 11)
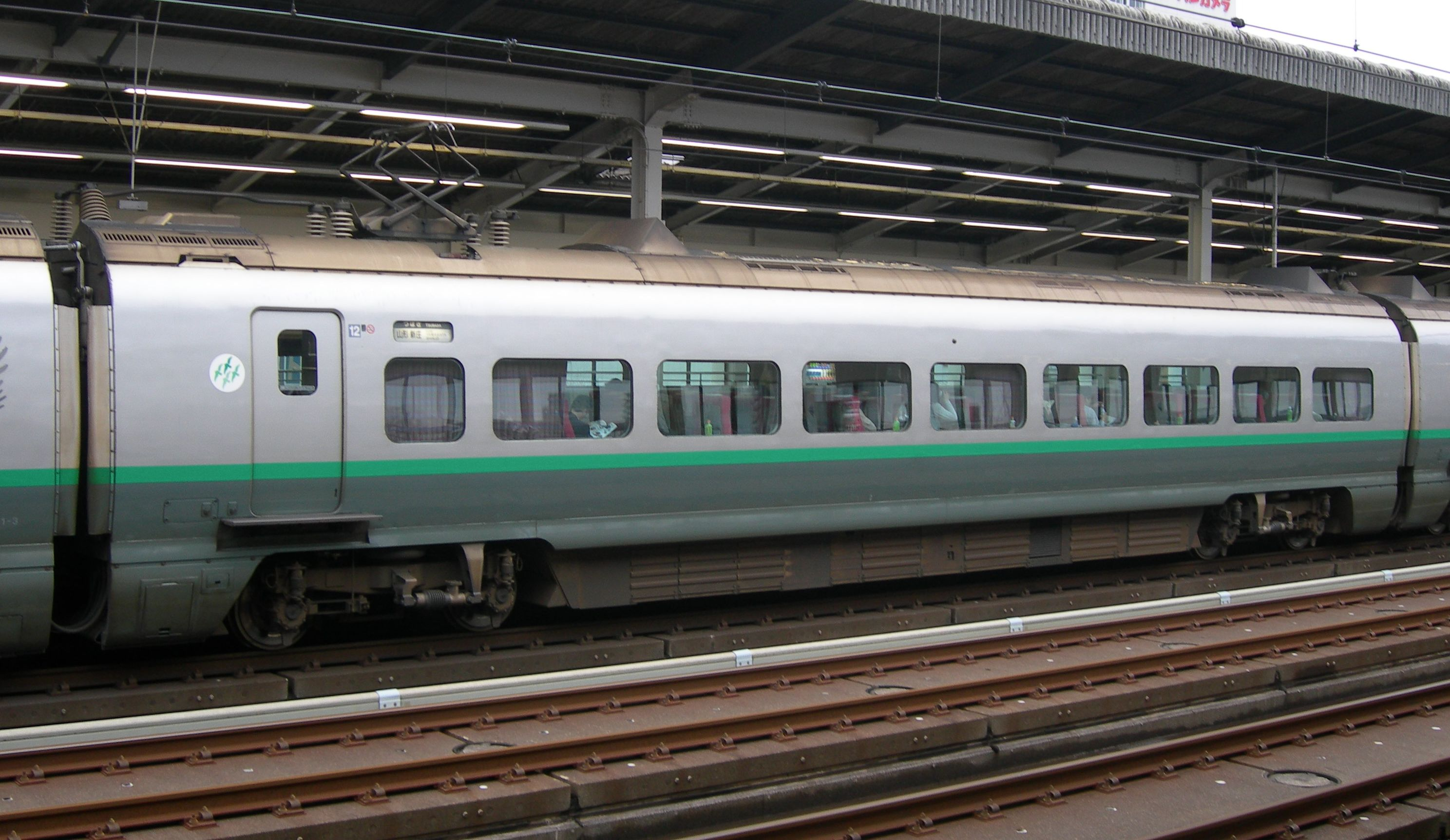
426-203 (coche 12)
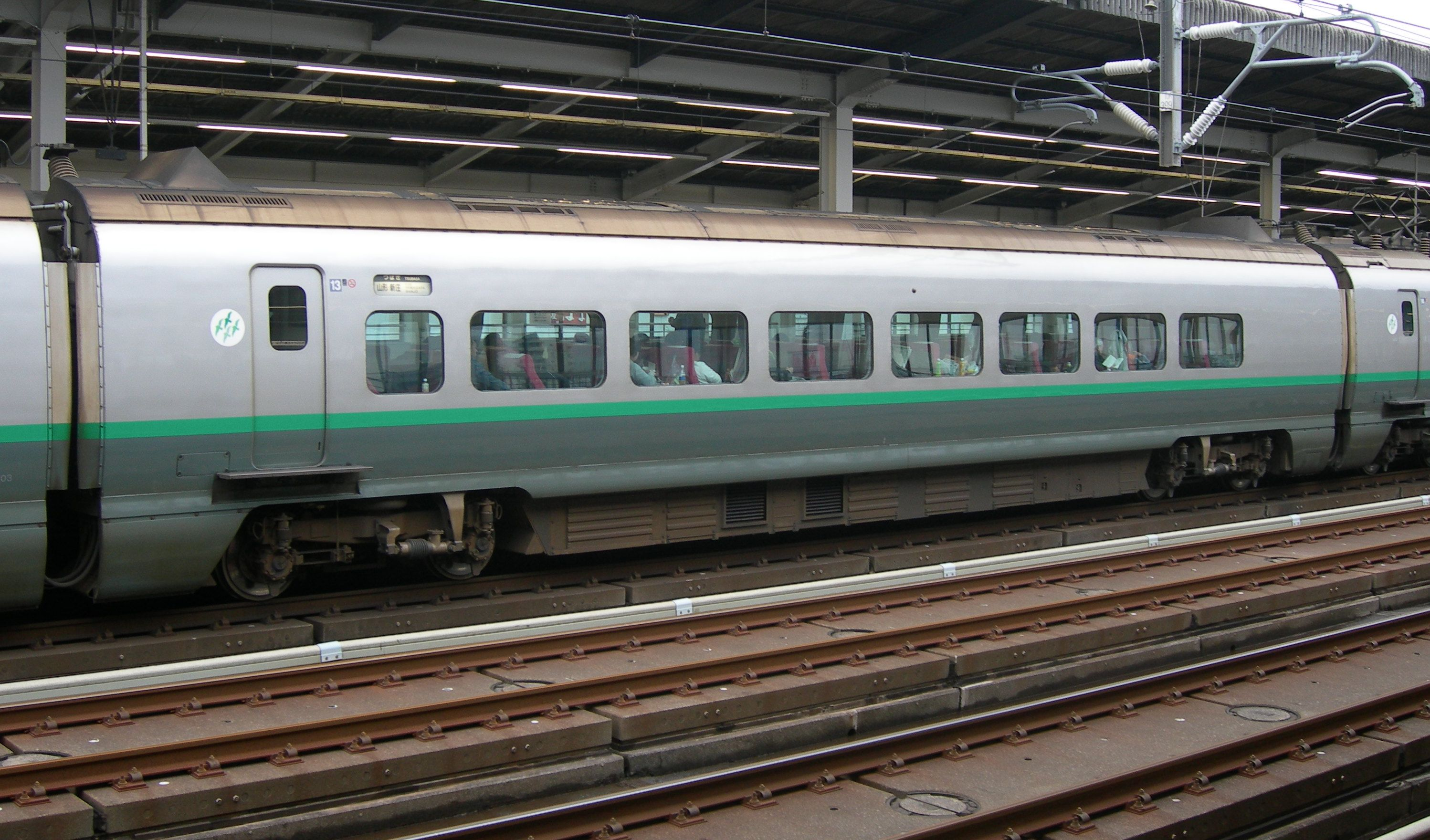
425-3 (coche 13)
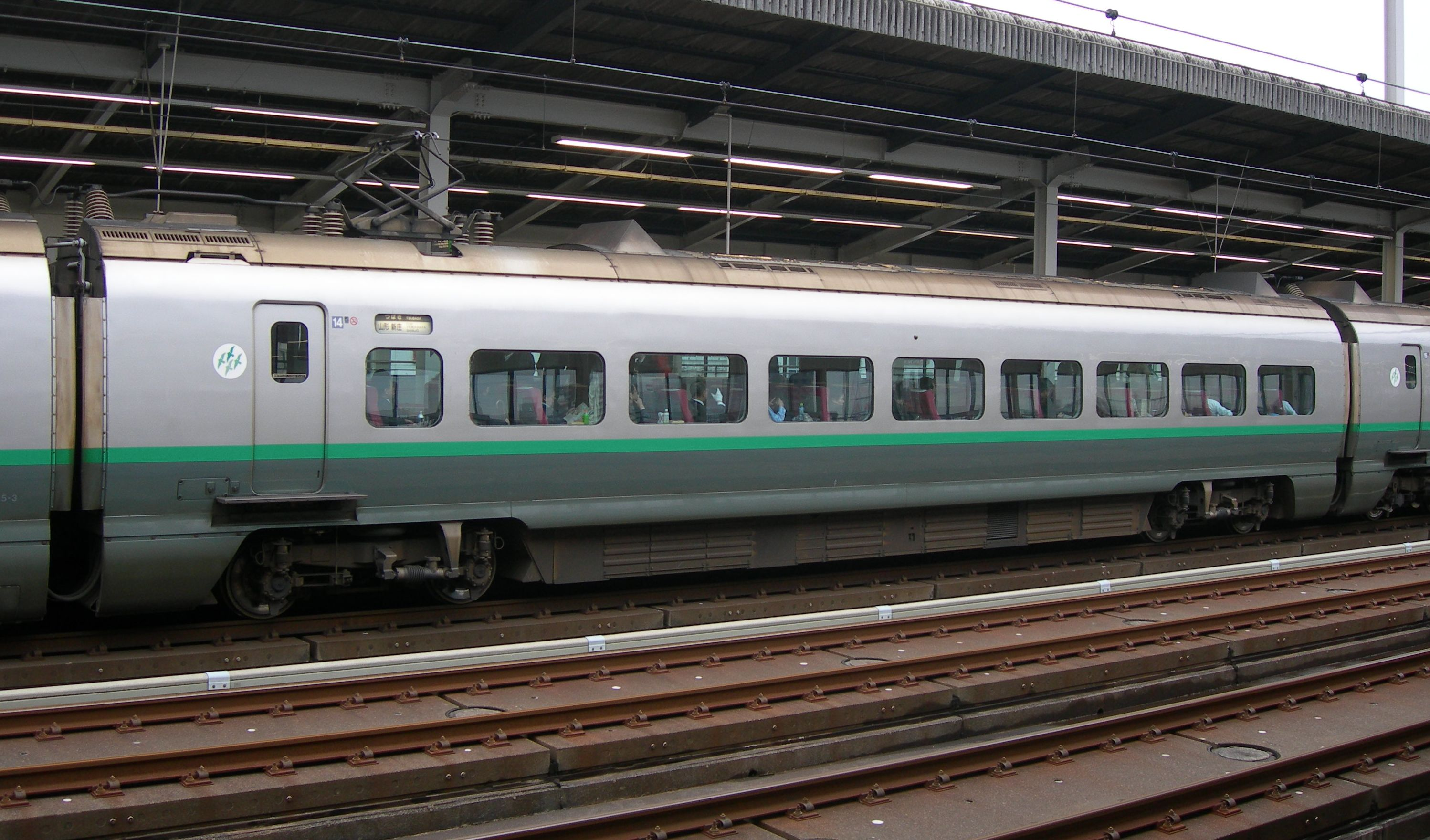
426-3 (coche 14)
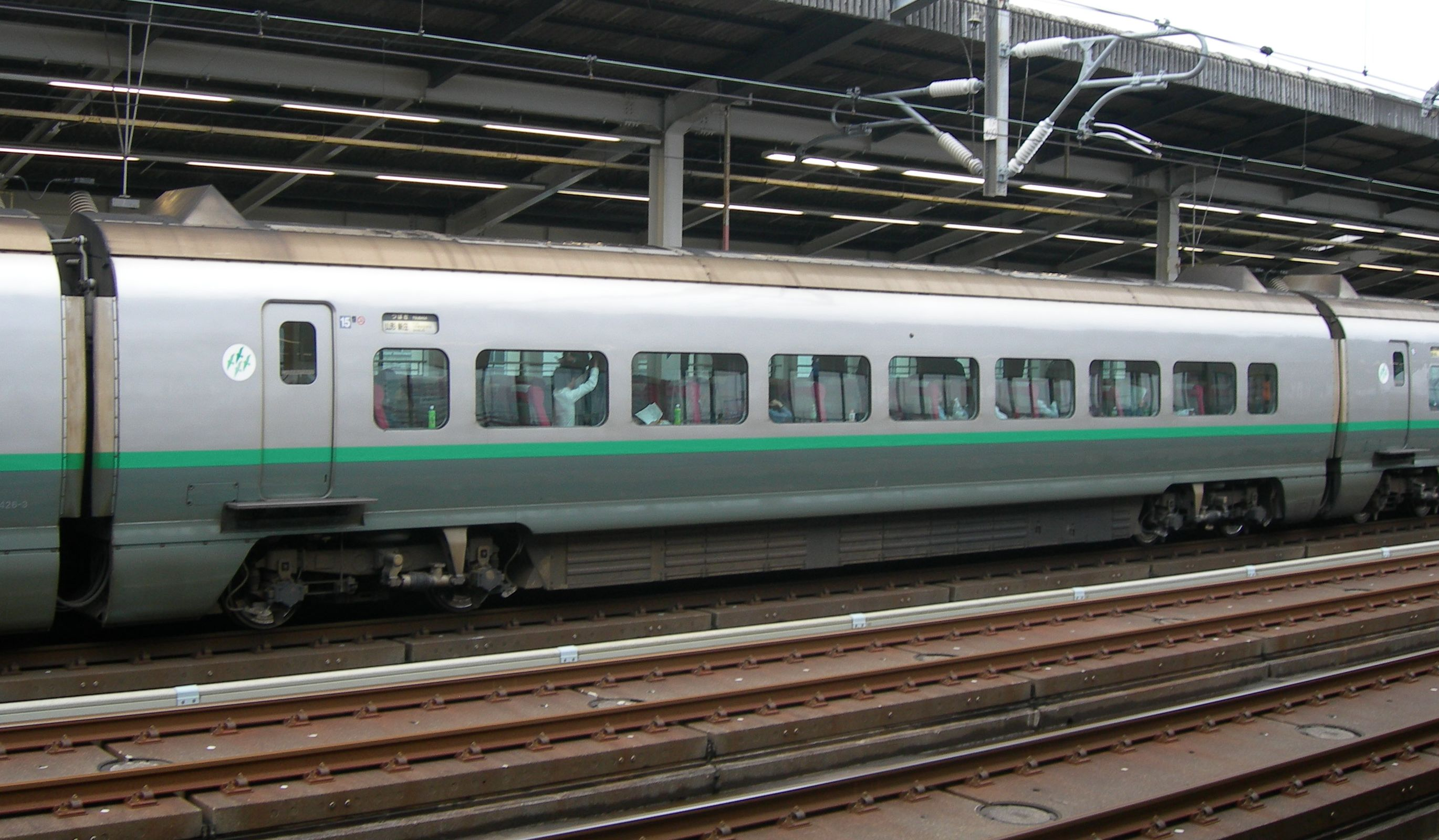
429-3 (coche 15)
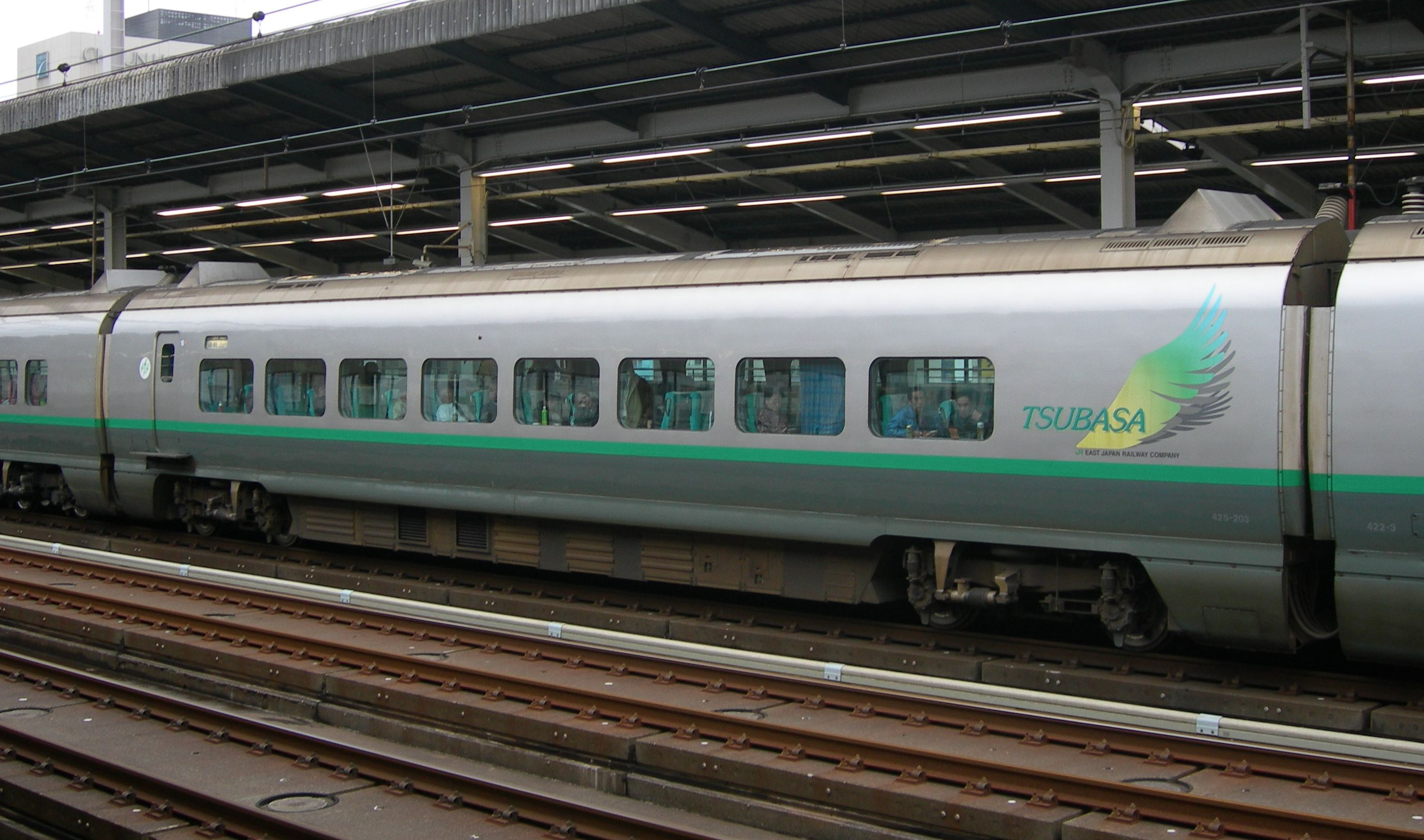
425-203 (coche 16)
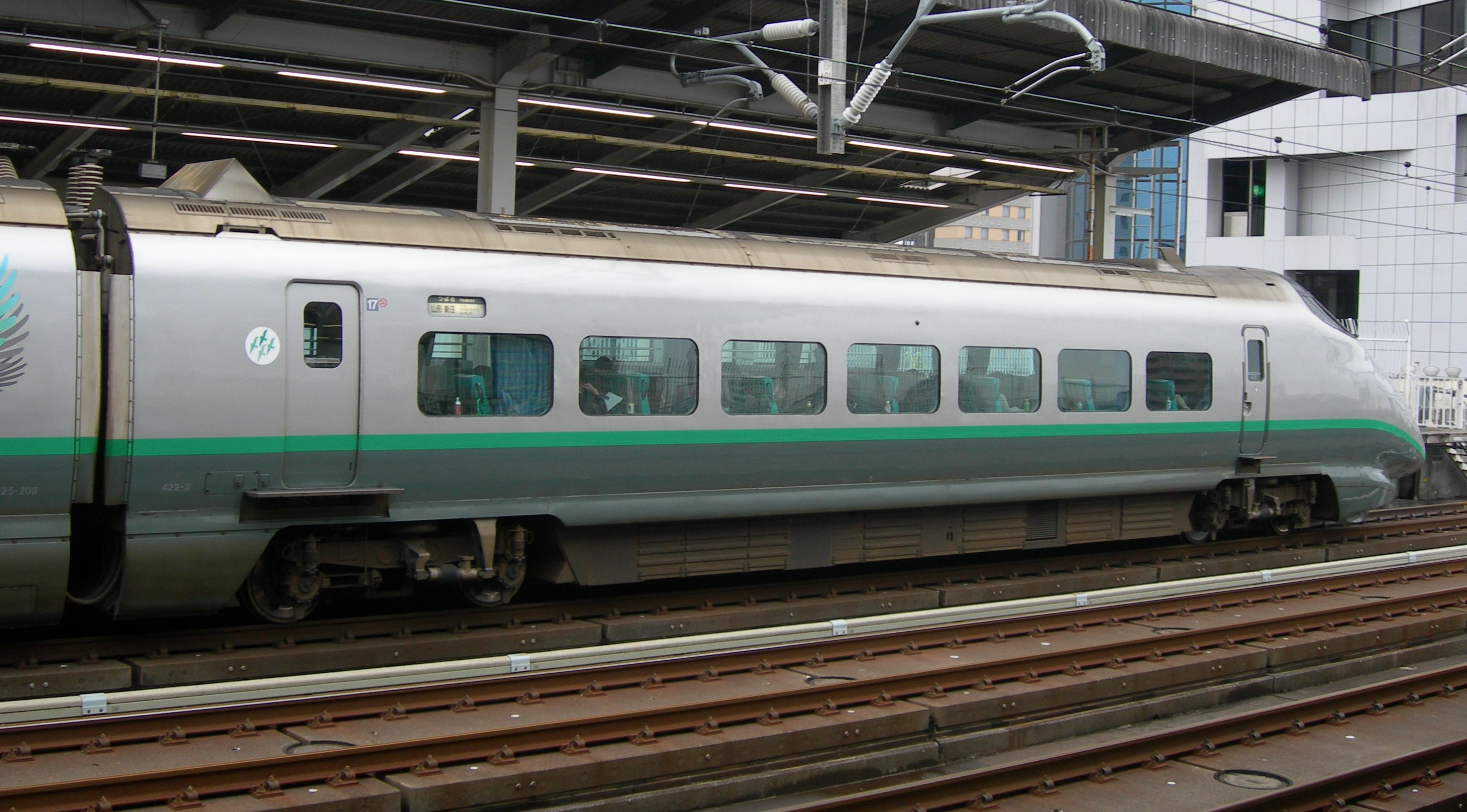
422-3 (coche 17)

## Detalles de la flota
Tren No.

| Fabricante | Entregado                       | 7º coche añadido       | Renovado                | DS-ATC agregado          | Retirado                 | Observaciones            |                                                                                              |
| ---------- | ------------------------------- | ---------------------- | ----------------------- | ------------------------ | ------------------------ | ------------------------ | -------------------------------------------------------------------------------------------- |
| L1         | Tokyu Car, Hitachi, Kawasaki HI | 1 de noviembre de 1990 | 14 de noviembre de 1995 | 3 de marzo de 2000       | 27 de julio de 2005      | 1 de enero de 2009       | Originally pre-series set S4, converted 29 de junio de 1992.                                 |
| L2         | Kawasaki HI                     | 17 de enero de 1992    | 20 de noviembre de 1995 | 14 de septiembre de 2001 | 7 de octubre de 2005     | 23 de enero de 2009      |                                                                                              |
| L3         | Kawasaki HI                     | 28 de enero de 1992    | 2 de diciembre de 1995  | 11 de junio de 2001      | 12 de septiembre de 2005 | 18 de abril de 2010      | Último tren en darse de baja. Coche 411-3 preservado en el Museo del Ferrocarril de Saitama. |
| L4         | Kawasaki HI                     | 6 de marzo de 1992     | 12 de diciembre de 1995 | 16 de diciembre de 1999  | 28 de mayo de 2005       | 18 de septiembre de 2009 | Primer tren en ser restaurado y vuelto a pintar.                                             |
| L5         | Kawasaki HI                     | 23 de marzo de 1992    | 10 de diciembre de 1995 | 28 de julio de 2000      | 26 de noviembre de 2005  | 21 de abril de 2009      |                                                                                              |
| L6         | Kawasaki HI                     | 2 de abril de 1992     | 8 de diciembre de 1995  | 16 de octubre de 2001    | 24 de diciembre de 2005  | 26 de mayo de 2009       |                                                                                              |
| L7         | Kawasaki HI                     | 13 de abril de 1992    | 6 de diciembre de 1995  | 19 de septiembre de 2000 | 2 de noviembre de 2005   | 15 de mayo de 2009       |                                                                                              |
| L8         | Kawasaki HI                     | 1 de mayo de 1992      | 4 de diciembre de 1995  | 19 de junio de 2000      | 24 de junio de 2005      | 3 de abril de 2009       |                                                                                              |
| L9         | Kawasaki HI                     | 11 de mayo de 1992     | 20 de diciembre de 1995 | 14 de abril de 2000      | 22 de marzo de 2006      | 21 de febrero de 2009    | Coche 15 construido por Hitachi.                                                             |
| L10        | Kawasaki HI                     | 29 de mayo de 1992     | 14 de diciembre de 1995 | 30 de marzo de 2001      | 28 de febrero de 2006    | 7 de agosto de 2009      | Coche 15 construido por Hitachi.                                                             |
| L11        | Kawasaki HI                     | 12 de junio de 1992    | 16 de diciembre de 1995 | 19 de febrero de 2001    | 6 de febrero de 2006     | 20 de junio de 2009      | Coche 15 construido por Hitachi.                                                             |
| L12        | Kawasaki HI                     | 25 de junio de 1992    | 18 de diciembre de 1995 | 29 de mayo de 2000       | 27 de abril de 2005      | 19 de marzo de 2009      | Coche 15 construido por Hitachi.                                                             |

Fuente:

## Exterior

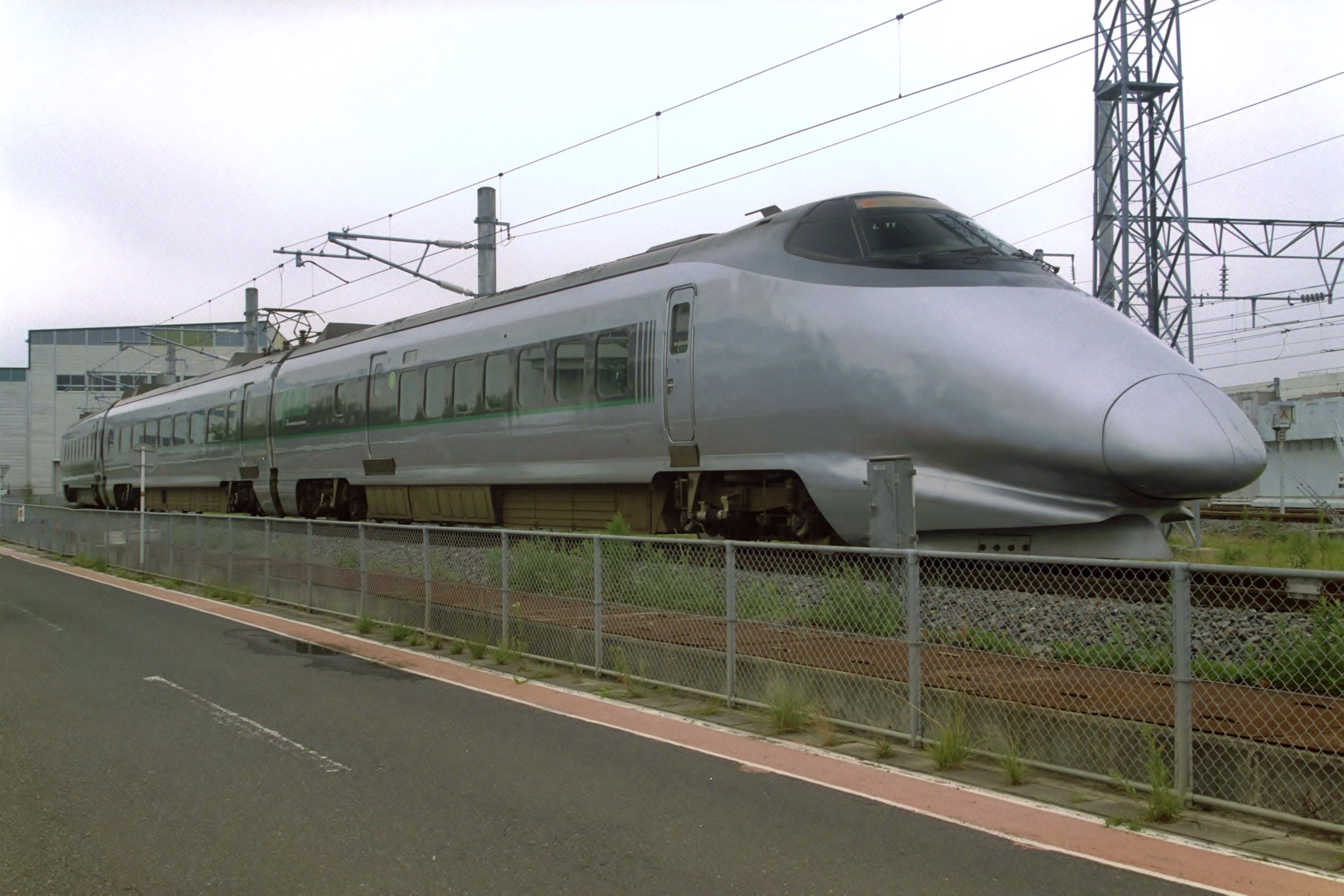
Tren L11 con su librea original en julio de 1997

En términos de estilo, la serie 400 se pintó originalmente de un gris plateado medio con un techo más oscuro y el área alrededor de las ventanas de la cabina y el marco inferior. Sin embargo, fueron renovados y repintados entre 1999 y 2001, con un área más alta de gris azulado oscuro en la parte inferior, llegando casi hasta las ventanas laterales y separadas del gris plateado con una franja verde. Se quitó el gris oscuro del techo y alrededor de las ventanas de la cabina.

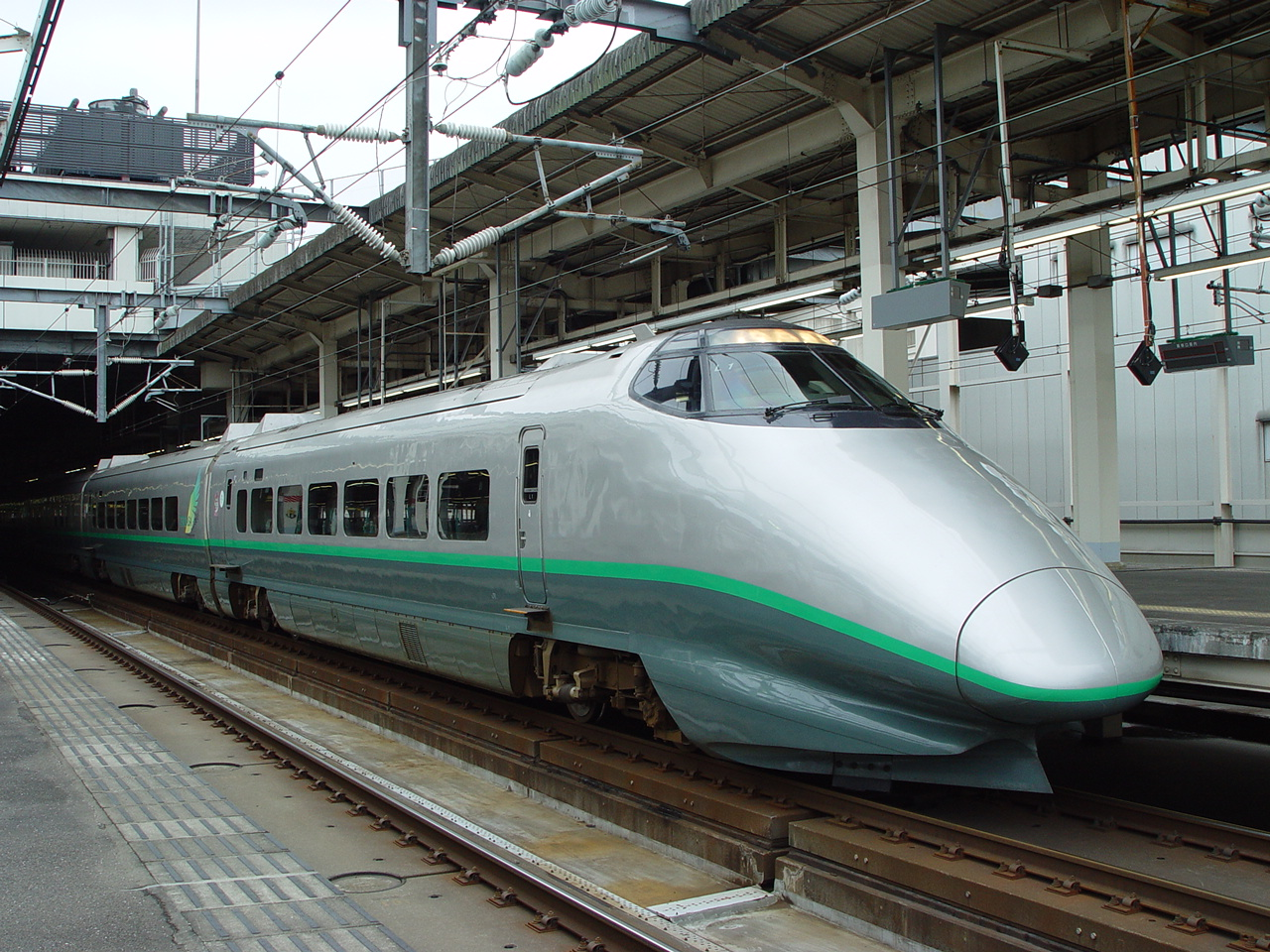
Conjunto L1 en la estación de Omiya en junio de 2002, mostrando los escalones de la puerta extendidos

Los espacios libres se redujeron mucho en comparación con las líneas Shinkansen anteriores y, por lo tanto, las unidades de la Serie 400 eran mucho más estrechas que los trenes Shinkansen anteriores. En las estaciones Shinkansen (es decir, en las estaciones de líneas de alta velocidad), se extendían unos escalones desde debajo de las puertas para salvar el desnivel entre los trenes y los andenes.

## Interior
El alojamiento en los coches de la Clase Verde (primera clase) tenía configuración de 2+1 asientos, a diferencia de los trenes de la Serie E3 que los reemplazaron, que presentaban 2+2 asientos tanto en los coches de la Clase Estándar como en los de la Clase Verde. La distancia entre asientos era de 1160 mm (45,7 plg) en la Clase Verde (coche 11), de 980 mm (38,6 plg) en los coches con asientos reservados (12 a 15) y de 910 mm (35,8 plg) en los coches sin reserva (16 y 17).
Cuando la flota recibió una renovación de extensión de vida útil entre 1999 y 2001, los interiores también se renovaron con nuevos asientos con tapicería de tipo moqueta. Los coches con asientos reservados recibieron moqueta roja, mientras que los coches con asientos no reservados recibieron moqueta turquesa.

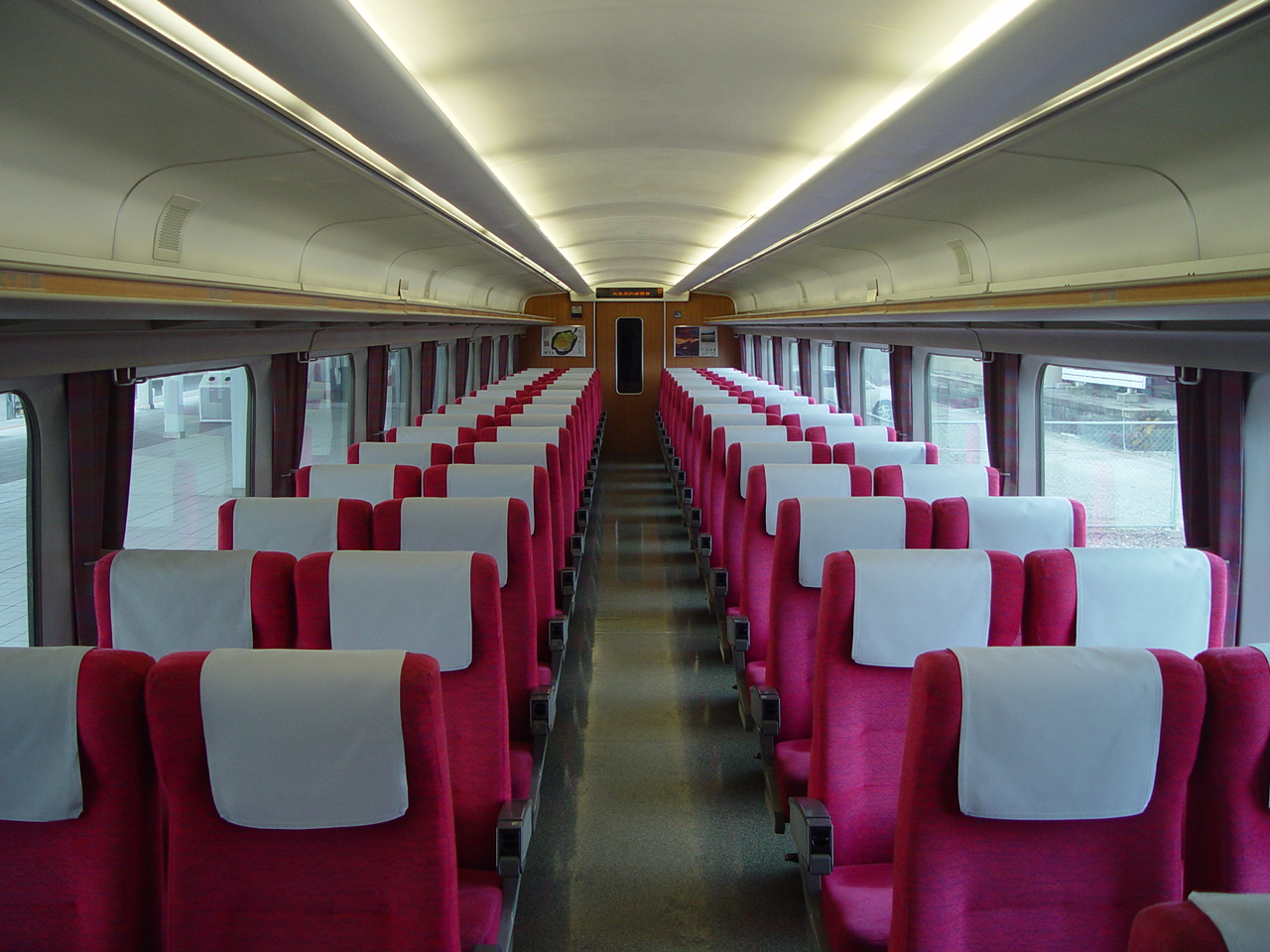
Coche de asientos reservados de Clase Estándar reacondicionado
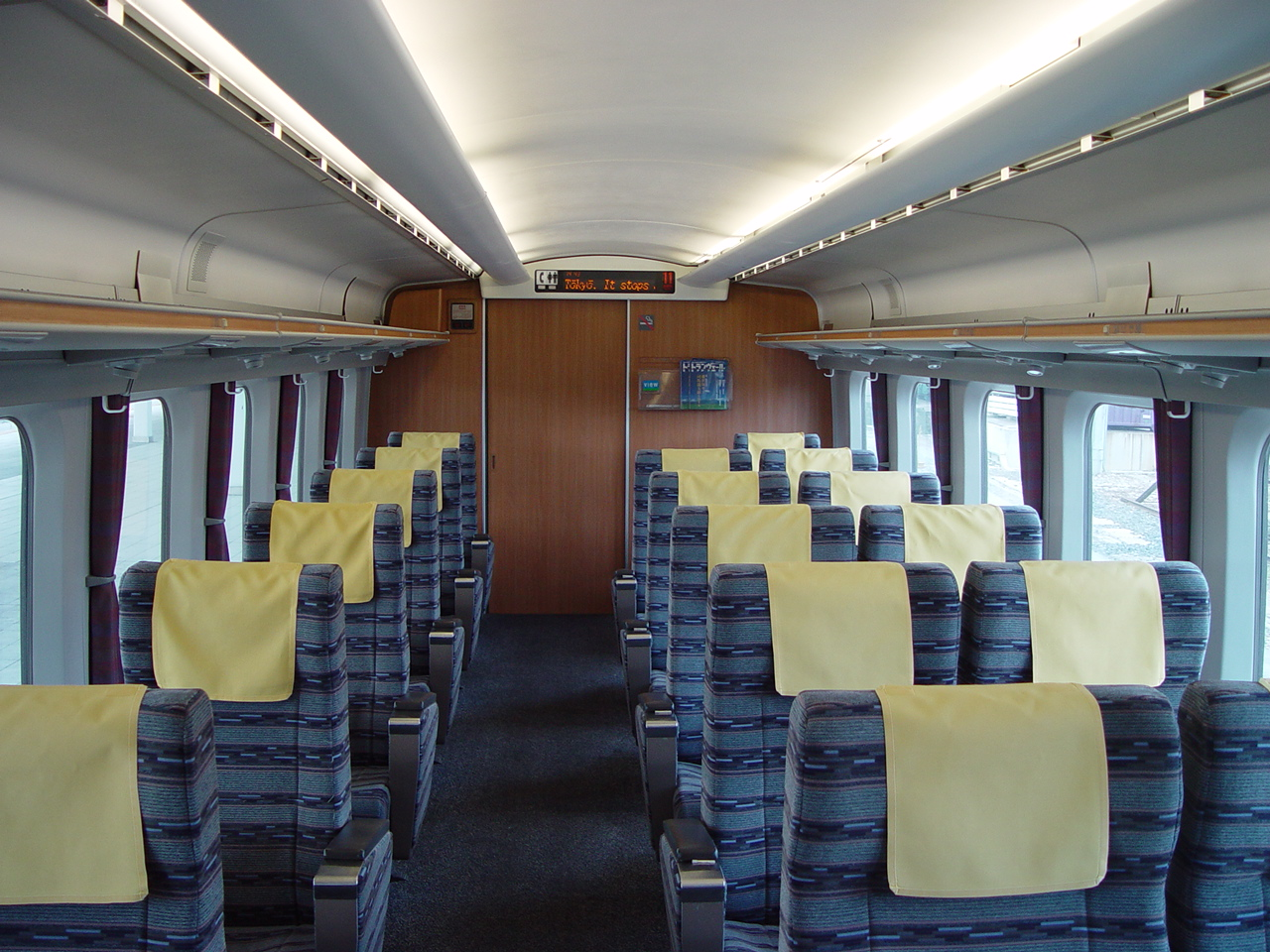
Coche de Clase Verde reacondicionado

## Historia

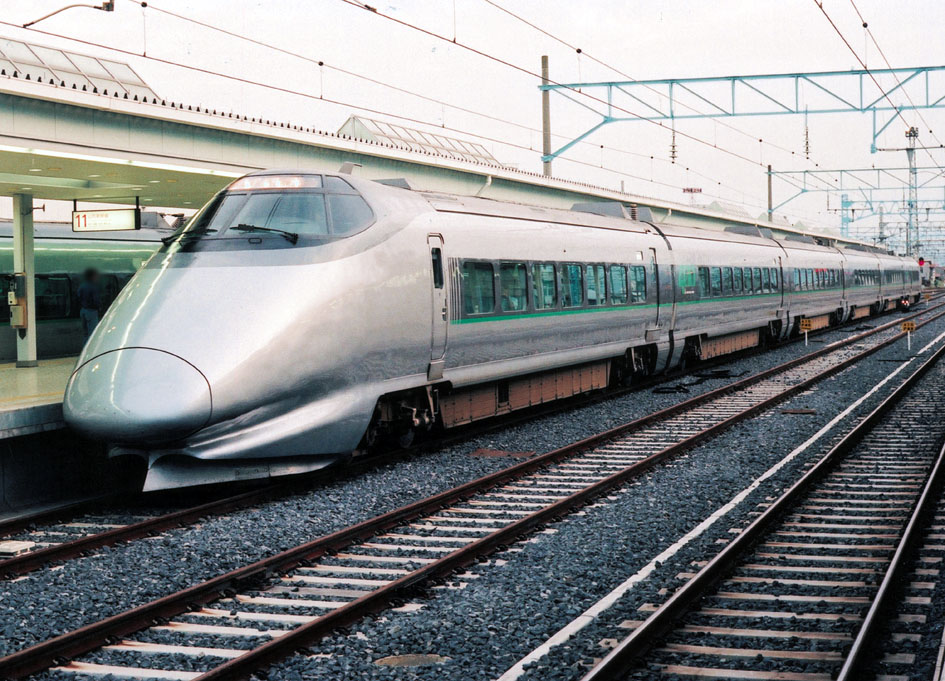
Tren de la Serie 400 de seis coches con su esquema de color original

### Introducción
La flota de 12 trenes de seis coches cada uno entró en servicio en los nuevos servicios Shinkansen Tsubasa a partir del 1 de julio de 1992. Las composiciones de seis coches se ampliaron a siete entre noviembre y diciembre de 1995, con la adición de una nueva unidad remolcada (tipo 429) como coche 15.

### Retirada
Las bajas en el servicio comenzaron en diciembre de 2008, con el primer tren, el L1. Estaba previsto que toda la flota fuera retirada para el verano de 2009 y reemplazada por nuevos trenes de la Serie E3-2000. Sin embargo, el tren L3 permaneció operativo hasta el 18 de abril de 2010, fecha elegida para conmemorar los 18 años de servicio.

### Preservación
Los primeros once trenes que se retiraron se desguazaron en el Depósito General de Sendai, pero un coche (Clase Verde 411-3) del último tren que se retiró, el L3, se almacenó en el antiguo depósito de Fukushima antes de ser trasladado a Omiya (en la Prefectura de Saitama) en diciembre de 2017, donde se conserva en el Museo del Ferrocarril de Saitama.